# 切尼 (密蘇里州)
切尼（英語：Cheney）是位於美國密蘇里州道格拉斯縣的非建制地區。

## 歷史
切尼的郵局於1898年設立，其後於1934年停運。

## 地理
切尼所處的海拔為高於海平面366米（即1201英呎），而該地所採用的時區為UTC-6，即北美中部時區（CST）。同時該地設有夏令時間，為UTC-6調快一小時，即UTC-5（CDT）。